# Värnpliktig officer
Värnpliktig officer var en befälskategori som infördes i den svenska krigsmakten 1941. Vid tjänsteställningsreformen 1972 samlades värnpliktiga officerare och värnpliktiga underofficerare i befälskategorin värnpliktsofficerare.

## Införande
Under beredskapens uppbyggnad av det svenska försvaret uppstod en brist på utbildat befäl för de lägre officersbefattningarna i mobiliseringsorganisationen. Den frivilliga utbildning som fanns inom ramen för Sveriges landstormsföreningars riksförbund var inte tillräckligt omfångsrik och omfattade för övrigt endast de äldre årsklasser som tillhörde landstormen. Genom 1941 års värnpliktslag infördes därför befälskategorin värnpliktiga officerare.  

## Utbildning och tjänstegrader
När befälskategorin värnpliktig officer infördes var utbildningstiden 24 månader under första tjänstgöringen. Alla värnpliktiga började sin utbildning med en sex månader lång rekrytskola. De med goda befälsegenskaper uttogs därefter till en gruppchefsskola om sex månader, medan övriga värnpliktiga genomgick en lika lång soldatskola. För huvuddelen av de värnpliktiga var därmed första tjänstgöringen klar. De som visat mycket goda befälsegenskaper uttogs efter rekrytskolan till en sex månader lång förberedande underofficersskola, efter vilken följde ytterligare sex månaders utbildning vid en plutonchefsskola, vari ingick tre månaders trupptjänst som instruktörer. De som vid plutonchefsskolan kvalificerat sig blev sedan uttagna till en sex månaders officersaspirantskola. Genomgången utbildning till värnpliktig officer var ett krav för att kunna utbildas till reservofficer. De med bästa betygen från officersaspirantskolan kunde vinna inträde vid Krigsskolan för utbildning till officer på stat. Fram till 1950 var uttagningen till värnpliktig officer obligatorisk, från detta år emellertid frivillig.
Den första tjänstgöringen för officersuttagna värnpliktiga var enligt 1960 års befälsordning för armén sammanlagt 21 månader och ledde fram till en befattning som plutonchef i mobiiseringsorganisationen. Denna utbildning genomfördes med sju månader vid den förberedande plutonchefsskolan, åtta månader vid plutonchefsskolan och sex månader vid kadettskolan. Under återstående värnpliktstid skulle fyra månaders befäls- och repetitionsövningar samt en månad särskilda övningar genomföras. Efter sex månaders utbildning skedde förordnande till värnpliktig korpral och efter plutonchefsskolan slut till värnpliktig furir. Efter genomförd först tjänstgöring ägde förordnande till värnpliktig sergeant rum och ungefär två år efter plutonchefsskolan till värnpliktig fänrik. Efter frivillig utbildning utöver den obligatoriska kunde förordnande som värnpliktig löjtnant (minimiålder 27 år) och kapten (minimiålder 38 år) ske.
Officersuttagna värnpliktiga vid flottan genomgick sammanlagt nio månader skolmässig och tolv månader praktiskt utbildning. De krigsplacerades som förste officer på motortorpedbåt, fartygschef på hjälpminsvepare, sammanställningsofficer i bevakningsområdesstab, chef för sambandstropp eller chef för kustspaningsradarstation. Vid kustartilleriet utbildades de värnpliktiga officerarna till plutonchefer under 21 månaders första tjänstgöring. Vid flygvapnet utbildades då inga värnpliktiga officerare.

## Värnpliktsofficer
Vid tjänsteställningsreformens genomförande 1972 ändrades benämningen värnpliktig officer till värnpliktsofficer på kompanibefälsnivå.